# Annike Krahn
Pour les articles homonymes, voir Krahn.
Annike Krahn, née le 1er juillet 1985 à Bochum, est une footballeuse allemande évoluant au poste de défenseure. Internationale allemande depuis 2005, elle évoluait au Paris Saint-Germain jusqu'en mai 2015.

## Palmarès

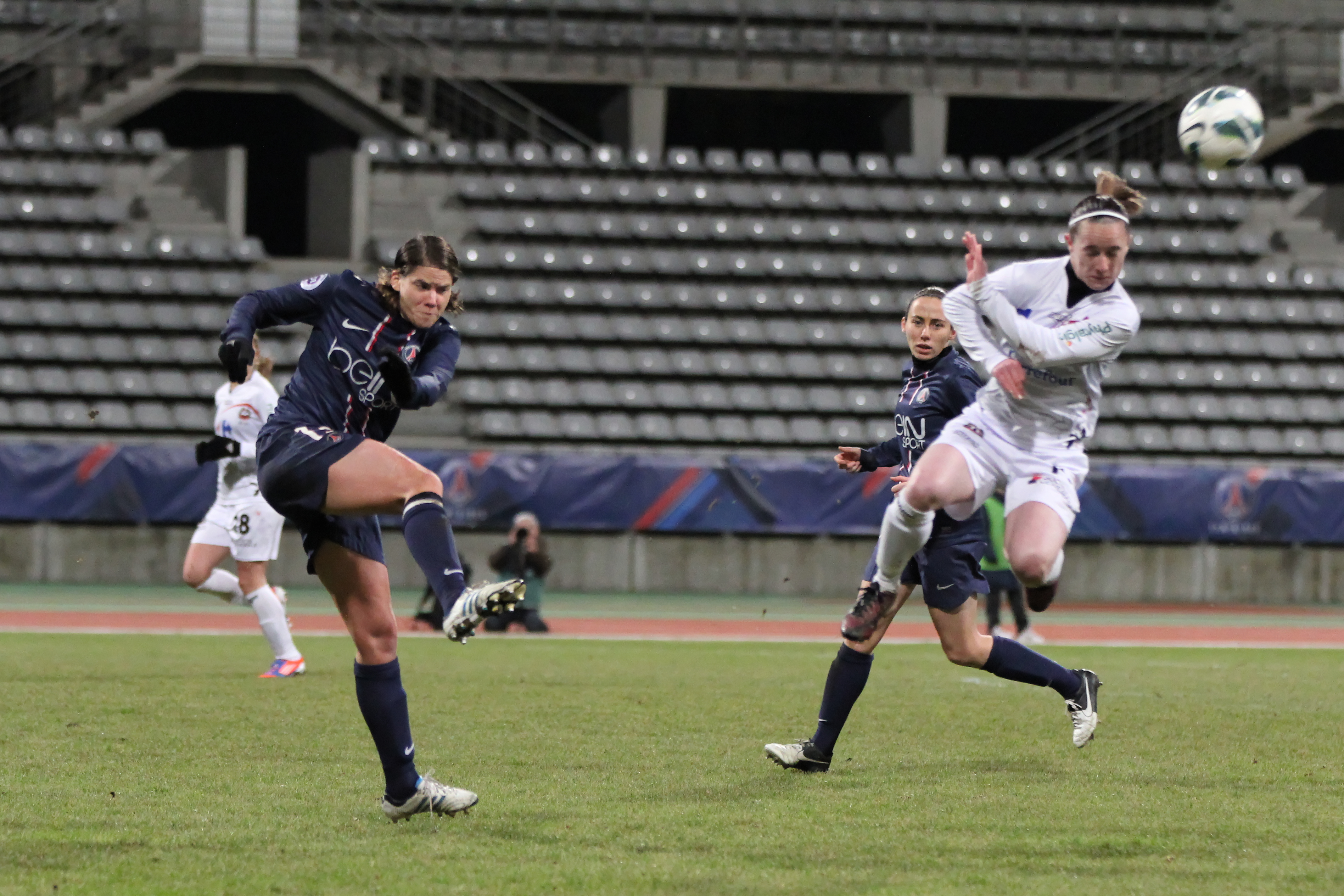
Annike Krahn lors de PSG-Juvisy (saison 2012-2013).

### En équipe nationale
- Médaillée d'or aux Jeux olympiques d'été de 2016
- Vainqueur de la Coupe du monde féminine en 2007
- Vainqueur du Championnat d'Europe en 2009 et 2013.
- Médaillée de bronze aux Jeux olympiques d'été de 2008
- Vainqueur de la Coupe du monde des moins de 19 ans en 2004 avec l'équipe d'Allemagne -19 ans
- Finaliste du Championnat d'Europe des moins de 19 ans en 2004 avec l'équipe d'Allemagne -19 ans
- Vainqueur de la Nordic Cup en 2006 avec l'équipe d'Allemagne -21 ans

### En club
- Vainqueur de la Ligue des champions en 2009 avec le FCR 2001 Duisburg
- Vice-championne d'Allemagne en 2005 et 2006 avec le FCR 2001 Duisburg
- Vainqueur de la Coupe d'Allemagne en 2009 avec le FCR 2001 Duisburg

## Statistiques en sélections

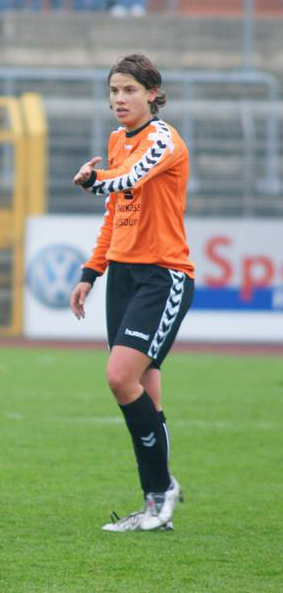
Annike Krahn au FCR 2001 Duisburg (2008).

- 117 sélections (5 buts) en équipe d'Allemagne au 29 mai 2015
- 8 sélections (0 but) en équipe d'Allemagne -21 ans
- 29 sélections (10 buts) en équipe d'Allemagne -19 ans